# Lewniowa
Lewniowa is een plaats in het Poolse district Brzeski (Klein-Polen), woiwodschap Klein-Polen. De plaats maakt deel uit van de gemeente Gnojnik en telt 888 inwoners.